# Seward (Alaska)
Seward – miasto w Stanach Zjednoczonych, w stanie Alaska, w okręgu Kenai Peninsula.

## Demografia
W 2008 liczyło 3060 mieszkańców. W 2023 liczba mieszkańców spadła do 2735 osób, a gęstość zaludnienia do 49 osób/km².

## Nazwa
Miasto zostało tak nazwane na cześć Williama H. Sewarda